# Campeonato da 1ª Divisão do Futebol
Campeonato da 1ª Divisão do Futebol este primul eșalon din sistemul competițional fotbalistic din Macao. la fel caHong Kong First Division League, s-a separat din fotbalul chinez.

## Echipele sezonului 2010
- CD Monte Carlo
- FC Porto de Macau - nou-promovată
- GD Artilheiros
- GD Lam Pak
- Hoi Fan
- Kuan Tai nou-promovată
- MFA Development
- Polícia de Segurança Pública
- Vá Luen
- Windsor Arch Ka I

## Foste campioane
| - 1973: Polícia de Segurança Pública - 1974-83: necunoscut - 1984: Wa Seng - 1985: necunoscut - 1986: Hap Kuan - 1987: Hap Kuan - 1988: Wa Seng - 1989: Hap Kuan - 1990: Hap Kuan - 1991: Sporting de Macau - 1992: Lam Pak - 1993: Leng Ngan - 1994: Lam Pak - 1995: Artilheiros - 1996: Artilheiros | - 1997: Lam Pak - 1998: Lam Pak - 1999: Lam Pak - 2000: Polícia de Segurança Pública - 2001: Lam Pak - 2002: Monte Carlo - 2003: Monte Carlo - 2004: Monte Carlo - 2005: Polícia de Segurança Pública - 2006: Lam Pak - 2007: Lam Pak - 2008: Monte Carlo - 2009: Lam Pak - 2010: - 2024: Benfica de Macau |  |